# SV Germania Ilmenau
Der SV Germania Ilmenau ist ein Sportverein aus Ilmenau in Thüringen, der sich aus drei Sektionen (Fußball, Basketball und Tischtennis) zusammensetzt, 1907 gegründet wurde und zwischen 1972 und 1991 zeitweilig in der DDR-Liga, zweithöchste Spielklasse in der DDR, gespielt hat. Seit der Saison 2023/24 spielt der SV Germania Ilmenau in der Kreisoberliga Mittelthüringen (8. Liga). Der Verein hat etwa 250 Mitglieder. Das Heimstadion des SV Germania Ilmenau befindet sich im Hammergrund in Ilmenau.

## Geschichte

Historisches Logo von Chemie IW Ilmenau

Historisches Logo von Chemie Glas Ilmenau

Der Verein wurde zu Ostern 1907 als Fußballverein Germania Ilmenau gegründet. Seine Namensgeberin ist die personifizierte Germania. Vor dem FV Germania gab es in Ilmenau schon zwei weitere Sportvereine, nämlich den Turnverein 1860 Ilmenau und den Ilmenauer Ballspielklub 1900 (Sportverein der Universität). 1909 wurde der Verein um die Disziplinen Leichtathletik und Damen-Handball erweitert. Als erster Spielplatz diente der „Schuttplatz“ im Bereich des heutigen Sportplatzes an der Unterpörlitzer Straße im Nordosten Ilmenaus.
In der Saison 1909/1910 gelang dem Verein der Aufstieg aus der dritten Klasse („Fußballgau Nordthüringen“) in die zweite Klasse Thüringens und 1912 gewann der Verein den Thüringen-Pokal gegen Zella-Mehlis.
In die Zeit zwischen dem Ersten und dem Zweiten Weltkrieg fallen die Befestigung des Sportplatzes in der Unterpörlitzer Straße in den 1920er-Jahren und die Errichtung des neuen Stadions im Hammergrund westlich von Ilmenau während der NS-Zeit. Dieses Stadion bot wesentlich bessere Spielbedingungen und konnte mehr Zuschauer fassen als der alte Sportplatz.
1945 wurde der Verein als SG Ilmenau neu gegründet. Bereits 1946 agierte die Sportgemeinschaft kurzzeitig als Sparta Ilmenau, vollzog aber 1952 eine erneute Namensänderung in Empor Ilmenau. Die BSG Empor Ilmenau war Gründungsmitglied der 1952 neu geschaffenen drittklassigen Fußball-Bezirksliga Suhl, deren Meisterschaft in der Auftaktsaison gewonnen wurde. Anfang der sechziger Jahre schloss sich die 1951 gegründete BSG Lok Ilmenau an. Auf sportlicher Ebene konnte Empor Ilmenau im Jahr 1964 noch einmal die Suhler Bezirksmeisterschaft gewinnen, scheiterte aber wie schon 1952 in der Aufstiegsrunde zur DDR-Liga.
1966 wechselte die Sektion Fußball der BSG Empor Ilmenau zur BSG Chemie Ilmenau. Diese Bezeichnung trug die Betriebssportgemeinschaft dann, mit kleineren Veränderungen (ab 1966 Chemie Glas, ab 1977 Chemie Industrie-Werke (IW)) schließlich bis zur Wende. 1972 gelang nach dem Gewinn der Bezirksmeisterschaft erstmals der Aufstieg in die zweitklassige DDR-Liga, wo der Verein bis 1991 insgesamt zwölf Spielzeiten lang spielte. Viermal stieg der Verein in dieser Zeit ab, kehrte aber nach den Siegen in der Bezirksmeisterschaft 1975/76, 1977/78, 1984/85 und 1987/88 immer wieder zurück. Außerdem nahm der Verein 14 mal am FDGB-Pokal teil, kam aber nie über die zweite Runde hinaus. Diese erreichte die Mannschaft 1982 sowie 1987 nach einem 3:1-Erfolg gegen Energie Cottbus.
Nach der Wende von 1990 wurden die Strukturen im Verein abgeändert, an den gesamtdeutschen Standard angepasst und der Name wieder zurück in SV Germania Ilmenau verändert. Viele Spieler wanderten in andere Regionen Deutschlands ab, sodass das Niveau im Verein sank und er von der DDR-Liga in die Thüringenliga und von ihr in die Landesklasse West abstieg. 1994 konnte man wieder in die Thüringenliga aufsteigen, bevor 1996 ein erneuter Abstieg in die Landesklasse West folgte. Ab 2002 spielte der Verein dann in der Landesklasse Ost. Erst 2006 folgte der erneute Aufstieg in die Thüringenliga, aus der man allerdings 2011 wieder abstieg. Nach sieben Jahren in der Landesklasse und anfänglichen berechtigten Aufstiegsambitionen, verließen 2018 zwölf Spieler die Mannschaft, die als Vierzehnter und Letzter 2019 in die Kreisoberliga abstieg. Da ein Verbleib möglich war, da die Liga mit nun 14 statt 16 Mannschaften besetzt war, zog der Vorstand die Mannschaft zum Saisonschluss aus der Spielklasse zurück.
Seit 2001 gibt es auch eine Frauenfußball-Mannschaft im SV Germania Ilmenau, die derzeit ebenfalls in der Thüringenliga der Frauen spielt. Außerdem stellt der SV auch eine Basketball- und eine Tischtennismannschaft.

## Personen
- Jean-Claude Mpassy (* 1986 in Ilmenau, bis 2000 beim SV Germania, danach Rostock, Kaiserslautern, Saarbrücken, Elversberg und Nationalmannschaft der Republik Kongo)
- Manfred Vogel
- Karl-Heinz Herrmann
- Saskia Schwarz

## Statistik
- Teilnahme DDR-Liga: 1972/73, 1976/77, 1978/79 bis 1983/84, 1985/86, 1986/87, 1989/90, 1990/91
- Ewige Tabelle der DDR-Liga: Rang 58
- DFB-Pokal: 1991/92 (in der Qualifikation zur 1. Hauptrunde gegen den Chemnitzer SV nicht angetreten)

## Tabellenpositionen der letzten Jahre
| Saison  | Liga                              | Platz | Anmerkungen |
| ------- | --------------------------------- | ----- | --- |
| 1994/95 | Thüringenliga                     | 12.   | |
| 1995/96 | Thüringenliga                     | 15.   | |
| 1996/97 | Landesklasse Thüringen West       | 11.   | |
| 1997/98 | Landesklasse Thüringen West       | 03.   | |
| 1998/99 | Landesklasse Thüringen West       | 05.   | |
| 1999/00 | Landesklasse Thüringen West       | 05.   | |
| 2000/01 | Landesklasse Thüringen West       | 08.   | |
| 2001/02 | Landesklasse Thüringen West       | 10.   | |
| 2002/03 | Landesklasse Thüringen Ost        | 03.   | |
| 2003/04 | Landesklasse Thüringen Ost        | 03.   | |
| 2004/05 | Landesklasse Thüringen Ost        | 03.   | |
| 2005/06 | Landesklasse Thüringen Ost        | 01.   | |
| 2006/07 | Thüringenliga                     | 08.   | |
| 2007/08 | Thüringenliga                     | 10.   | |
| 2008/09 | Thüringenliga                     | 11.   | |
| 2009/10 | Thüringenliga                     | 10.   | |
| 2010/11 | Thüringenliga                     | 14.   | |
| 2011/12 | Landesklasse Thüringen Süd        | 08.   | |
| 2012/13 | Landesklasse Thüringen Süd        | 09.   | |
| 2013/14 | Landesklasse Thüringen Süd        | 12.   | |
| 2014/15 | Landesklasse Thüringen, Staffel 1 | 02.   | |
| 2015/16 | Landesklasse Thüringen, Staffel 1 | 02.   | |
| 2016/17 | Landesklasse Thüringen, Staffel 1 | 05.   | |
| 2017/18 | Landesklasse Thüringen, Staffel 1 | 12.   | |
| 2018/19 | Landesklasse Thüringen, Staffel 1 | 14.   | |
| 2019/20 | Kreisoberliga Mittelthüringen     | 14.   | Saisonabbruch wegen der COVID-19-Pandemie nach 14 von 28 Spieltagen                                                                 |
| 2020/21 | Kreisoberliga Mittelthüringen     | 17.   | Saisonabbruch wegen der COVID-19-Pandemie nach 9 von 32 Spieltagen                                                                  |
| 2021/22 | Kreisoberliga Mittelthüringen     | 02.   | Saisonabbruch wegen der COVID-19-Pandemie nach 17 von 34 Spieltagen, in der anschließenden Play-off-Runde wurde der 1. Platz belegt |
| 2022/23 | Landesklasse Thüringen, Staffel 1 | 15.   | |
| 2023/24 | Kreisoberliga Mittelthüringen     | 02.   | |
| 2024/25 | Kreisoberliga Mittelthüringen     | 02.   | |